# ヴァルペ
ヴァルペ (ドイツ語: Warpe) は、ドイツ連邦共和国ニーダーザクセン州のニーンブルク/ヴェーザー郡に属す町村（以下、本項では便宜上「町」と記述する）で、ザムトゲマインデ・グラーフシャフト・ホーヤを構成する自治体の一つである。

## 地理
ヴァルペは海抜60mから25mの丘陵地およびその窪地といった特徴的な地形に位置しており、多くの小川が湧出し、流れている。これらの小川を堰き止めた大小の池には多くの水車が造られたが、廃棄され、一部が修復された。

### 自治体の構成
- ヘルツェンドルフ
- ノルトホルツ
- ヴァルペ
- ヴィントホルスト

## 歴史
1258年から1555年までヴェルペを本拠地とする騎士家があった。また、ホーヤ伯もヴァルペに所領を有していた。1665年から1963年まではヴァルペに学校があった。1974年の市町村再編によりヴァルペはホルツェンドルフ、ノルトホルツ、ヴィントホルストと合併して独立した町村となり、ザムトゲマインデ・グラーフシャフト・ホーヤの一員となった。

## 行政

### 議会
ヴァルペの町議会は9議席からなる。

### 紋章
青地に銀の水車。その両側に添えられた金の穂。その茎は水車の下で結ばれている。水車の上には十字に組まれた破風板。その先端は互いに外を向いた馬の頭部が象られている。

## 経済と社会資本

### 企業
- ミッテルヴェーザー・ティーフバウ GmbH & Co. KG

## 引用
1. ↑  Landesamt für Statistik Niedersachsen, LSN-Online Regionaldatenbank, Tabelle A100001G: Fortschreibung des Bevölkerungsstandes, Stand 31. Dezember 2023